# Nedda Harrigan
Nedda Harrigan (* 24. August 1899 in New York City, New York; als Grace Harrigan; † 1. April 1989 ebenda) war eine US-amerikanische Schauspielerin.
Nedda Harrigan war das jüngste Kind des im späten 19. Jahrhundert berühmten Bühnenkomikers Edward Harrigan und die jüngere Schwester des Schauspielers William Harrigan. Bereits in jungen Jahren stand sie an der Seite ihres Vaters auf der Bühne und entwickelte sich zu einer bekannten Theaterschauspielerin. Zwischen 1919 und 1942 sind über ein Dutzend Mitwirkungen an Broadway-Produktionen verzeichnet. Harrigan begann ihre Filmkarriere 1929 mit The Laughing Lady. Ihren größten Filmerfolg hatte sie an der Seite von Boris Karloff in Die Teufelsinsel, bereits drei Jahre zuvor war sie erstmals neben Karloff in dem Kriminalfilm Charlie Chan in der Oper aufgetreten. Die Bühne blieb aber ihr eigentliches Metier und so spielte sie in insgesamt nur 15 Filmen. Während des Zweiten Weltkrieges war sie Mitgründerin der bekannten Stage Door Canteen, danach zog sie sich allmählich aus dem Schauspielgeschäft zurück.
Nedda Harrigan war von Anfang der 1920er-Jahre bis zu dessen Tod 1940 in erster Ehe mit dem Schauspieler Walter Connolly verheiratet, zum Zeitpunkt von Connollys Tod lebten sie getrennt. Aus der Ehe ging eine Tochter hervor, die Schauspielerin Ann Connolly. 1945 heiratete sie den Theaterregisseur Joshua Logan. Die Ehe hielt bis zu dessen Tod 1988. Es gingen zwei Kinder aus ihr hervor. Im Alter traten Harrigan und Logan gemeinsam in einer Bühnenshow auf, in der sie aus ihrem Leben berichteten, außerdem half sie 1985 bei der Entstehung des Musicals Harrigan and Hart mit, welches das Leben ihres Vaters und seines Bühnenpartners Tony Hart thematisierte. Nedda Harrigan starb ein Jahr nach ihrem Mann im Alter von 89 Jahren an Lungenkrebs.

## Filmografie
- 1929: The Laughing Lady
- 1934: I'll Fix It
- 1936: The Case of the Black Cat
- 1936: Fugitive in the Sky
- 1936: Charlie Chan in der Oper (Charlie Chan at the Opera)
- 1936: Give Me Liberty (Kurzfilm)
- 1937: Mr. Moto und der China-Schatz (Thank You, Mr. Moto)
- 1938: A Trip to Paris
- 1938: Men Are Such Fools
- 1939: Die Teufelsinsel (Devil’s Island)
- 1939: On Trial
- 1939: Scandal Sheet
- 1939: The Honeymoon's Over
- 1940: Castle on the Hudson
- 1953: Main Street to Broadway